# Demarata
Demarata fue una noble, hija de Hierón II, tirano  de Siracusa, muerto en 214 a. C. 
Se casó con Adranodoro, tutor de su sobrino Jerónimo, nieto de Hierón II y sucesor suyo. Murió Jerónimo antes de llegar a la mayoría de edad y la ambiciosa Demarata convenció a su marido de que debía apoderarse del trono.
Adranodoro, hombre débil y pusilánime, aceptó en un principio los proyectos de su esposa, pero su falta de energía le hizo fracasar en los mismos, y acabó por entregar la ciudad a los siracusanos que proclamaron la república y condenaron a muerte a todos los individuos de la familia real.